# زلیخا (ترانه)
زلیخا از ترانه‌های عباس قادری است. این ترانه با بازخوانی جوره بیک مراد در تاجیکستان معروف شده است.

## بازخوانی
جوره بیک مراد دربارهٔ این ترانه می‌گوید:
البته، این سرود من نیست، مال عباس قادری است، شعر و آهنگ هم از اوست. او حافظ بسیار خوب ایران است، اما بیشتر سنتی می‌خواند. ما یک مهندس داشتیم به نام میرزا از روستای لُچاب در شمال شهر دوشنبه. این آدم یک روز کاستی را آورد و گفت که همین زلیخا را خانید. من گوش کردم، بسیار خوب بود، اما یکرنگ. آن اوجهای بلند و پاره صبحدم مرغ چمن را خودم اضافه کردم و در دیگر اوکتاو خواندم، تا تاجیکی شود. یعنی این سرود دو دولت است، اول از عباس قادری، دوم از جوره بیک، یعنی تاجیکی و ایرانی است.